# Sommauthe
Sommauthe è un comune francese di 122 abitanti situato nel dipartimento delle Ardenne nella regione del Grand Est.

## Società

### Evoluzione demografica
Abitanti censiti